# Predanič
Predanič  je priimek več znanih Slovencev:
- Edo Predanič (1917 - 1964), zdravnik, medicinski pisec
- Nina Predanič (*1997), nogometašica
- Rok Predanič (*1977), atlet, trener